# Melitaea inversa
Melitaea inversa är en fjärilsart som beskrevs av Skala 1928. Melitaea inversa ingår i släktet Melitaea och familjen praktfjärilar. Inga underarter finns listade i Catalogue of Life.